# Arisaema muratae
Arisaema muratae là một loài thực vật có hoa trong họ Ráy (Araceae). Loài này được Gusman & J.T.Yin mô tả khoa học đầu tiên năm 2007.